# Gonzalo Lira
Gonzalo Ángel Quintilio Lira López (29. února 1968 Burbank, Kalifornie – 12. ledna 2024 Ukrajina) byl chilsko-americký autor, filmový režisér, komentátor, youtuber a blogger. Na YouTube získal renomé pod přezdívkou Coach Red Pill. Jako obyvatel Charkova na Ukrajině začal vlogovat o ruské invazi na Ukrajinu v roce 2022, přičemž většina jeho produkce byla popsána jako obsahující dezinformace a šířící ruskou propagandu kvůli jeho rusofilským postojům. Byl také zapřisáhlým pinochetistou a podporoval státní převrat v Chile v roce 1973.
Lira získal významnější mezinárodní pozornost, když byl 1. května 2023 zatčen Bezpečnostní službou Ukrajiny (SBU) za vytváření a distribuci materiálů, které ospravedlňovaly ruskou invazi na Ukrajinu, podle ukrajinského práva nezákonných. Soudní dokumenty odhalily zahájení jeho vyšetřování. Lira čelil za své aktivity možnému trestu odnětí svobody na 5 až 8 let. Po propuštění z vazby na kauci se pokusil o útěk do Maďarska, byl však zadržen a zemřel ve vazbě dne 12. ledna 2024. Před svou smrtí Lira tvrdil, že byl ve vězení mučen jinými vězni, avšak ukrajinská vojenská mluvčí to popřela a uvedla, že s ním bylo zacházeno dobře a v době návratu do vazby byl v dobrém zdravotním stavu.

## Mládí
Lira se narodil chilským rodičům v Burbanku v unijním státě Kalifornie. Otec se jmenuje Gonzalo Lira Valdés a matka María Isabel López Hess. Vyrůstal v San Fernando Valley v Los Angeles a Guayaquilu v Ekvádoru. Vystudoval Saint George's College v Santiagu de Chile v roce 1985 a Dartmouth College v USA v roce 1995 s bakalářským titulem v oboru historie a filosofie.

## Kariéra

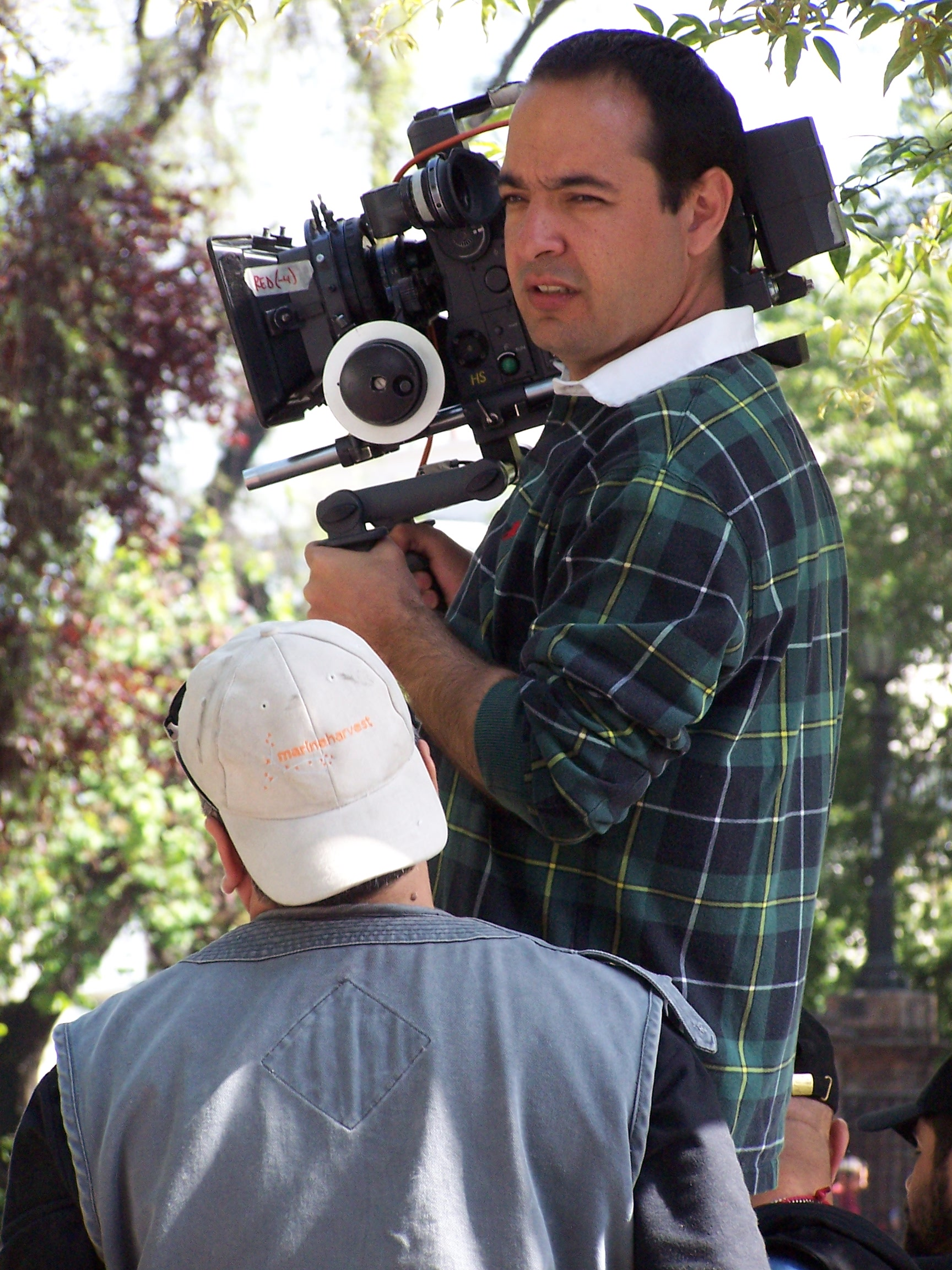
Lira při natáčení filmu Catalina's Kidnapping v roce 2006

V říjnu 1996 Lira podepsal smlouvu s vydavatelstvím GP Putnam's Sons o vydání své první knihy, komerčního thrilleru s názvem Counterparts, který sleduje činy agentky Federálního úřadu pro vyšetřování (FBI) a jejího „protějšku“. ambiciózního agenta Ústřední zpravodajské služby (CIA). Byl hodnocen několika americkými novinami. V roce 1997 vydal ve španělštině román Tomáh Errázurih. V roce 1998 režíroval krátký akční film So Kinky. V roce 2002 vydal v angličitě další komerční thriller s názvem Acrobat, jehož filmová práva koupila společnost Miramax. V roce 2005 natočil v Chile film Secuestro, který se týden po uvedení v této zemi umístil na druhém místě podle návštěvnosti.
Od roku 2010 do roku 2013 Lira publikoval své myšlenky o ekonomii a dalších tématech na svém blogu, z nichž některé byly znovu publikovány v Business Insider, ačkoli většina jeho článků byla od té doby odstraněna. Čtyřikrát se jeho příspěvky objevily na blogu Naked Capitalism. Přispíval také do Zero Hedge, finanční a geopolitické webové stránky. Během tohoto období Lira kontaktoval australského ekonoma Steva Keena a navrhl mu, aby na webu založili společný projekt s předplatným. Podle Keena Gonzala „přeháněl a příliš sliboval, co by mohl pro projekt udělat“.
Od roku 2017 působil Lira na YouTube pod pseudonymem Coach Red Pill (CRP), v odkazu na pojem „Red Pill“ užívaný v komunitě incelů. Obsah jeho tvorby byl misogynický a antifeministický. Lira zveřejnil videa s radami jako „nikdy nechoď s ženou po třicítce“ a tvrdil, že všechny ženy chtějí jen peníze, dům a děti, protože výchova dětí je jediná věc, která je biologicky naplní. V jednom videu doporučil divákům žijícím v západních demokraciích, aby se přestěhovali do „chudé, nerozvinuté země“ kvůli „totalitnímu“ nasazení vakcín proti covidu-19. Zveřejnil přes 500 videí, získal 324 000 odběratelů a kolem dvou milionů zhlédnutí.
V listopadu 2021 Lira smazal většinu svého obsahu CRP, a začal zveřejňovat příspěvky pod svým občanským jménem. Žil v Charkově a oženil se s Ukrajinkou, se kterou měl dvě děti.

## Zatčení a trestní stíhání
Po ruské vojenské invazi na Ukrajinu 24. února 2022 zaměřil své komentáře na popis konfliktu. Obsah těchto komentářů byl silně proruský, chválil ruské vojenské akce a popíral ruské raketové útoky.[zdroj?]
3. března 2022 byl ukrajinský trestní zákoník doplněn o článek 436-2 s názvem „Ospravedlňování, uznání za legitimní, popírání ozbrojené agrese Ruské federace proti Ukrajině, glorifikace jejích účastníků“. Tento paragraf trestního zákoníku byl kritizován OHCHR a dalšími lidskoprávními organizacemi. Za porušení tohoto ustanovení zákoníku je možno udělit trest veřejně prospěšných prací až na dva roky nebo odnětí svobody až na osm let. 12. dubna 2022 zahájila SBU vyšetřování Gonzala Liry. Lira na sociálních sítích 22. dubna 2022 tvrdil, že byl zadržen SBU po dobu začínající 15. dubna
Dne 29. března 2023 rozhodl Kyjevský okresní soud v Charkově (KDCK) na základě žádosti SBU a Charkovské regionální prokuratury o prodloužení přípravného vyšetřování do 12. října 2023. 1. května 2023 rozhodl KDCK zadržet Liru v rámci období předsoudního vyšetřování, a to do 29. června 2023. Byla stanovena kauce ve výši 402 600 UAH (11 000 USD). O jeho zatčení informovala SBU 5. května Krom dalších činů byl viněn např. z popírání masakru v Buči.
Po zatčení Liry vyzvala mluvčí ruského ministerstva zahraničí Marija Zacharovová mezinárodní novinářskou komunitu, aby promluvila na obranu Liry a požadovala jeho okamžité propuštění. Ministerstvo zahraničí Spojených států amerických poté, co bylo vyslýcháno na všeobecné tiskové konferenci dne 25. května 2023, nenabídlo podrobnosti o tom, zda bude jednat o propuštění Liry. To se opakovalo na červnových a srpnových tiskových brífincích.
Dne 30. května 2023 Charkovský odvolací soud zamítl odvolání obhájce Liry proti zadržení a výši kauce. Dne 31. května 2023 podala Charkovská oblastní prokuratura na Liru obžalobu z trestných činů ze zločinů uvedených v části 2 a části 3 článku 436-2 ukrajinského trestního zákoníku. Dne 8. června 2023 stanovil okresní soud Dzeržyn v Charkově (DDCK) datum předběžného zasedání soudu na 26. června Dne 26. června 2023 DDCK rozhodl o prodloužení doby trvání vyšetřovací vazby do 24. srpna 2023 s alternativním preventivním opatřením ve formě kauce, jak bylo dříve stanoveno. Hlavní líčení formou veřejného zasedání soudu bylo stanoveno na 2. srpna 2023.
6. července 2023 byl Lira propuštěn do domácího vězení po zaplacení kauce ve výši 402 600 UAH (11 000 USD). Vrátil se na sociální sítě, aby obvinil ukrajinskou vládu z mučení, což SBU odmítla. Lira se 31. července pokusil překročit maďarskou hranici, aby požádal o politický azyl, ale byl znovu zadržen a zatčen za porušení podmínek kauce. Dne 2. srpna 2023 zaznamenalo řízení DDCK neúspěšný pokus Liry uprchnout z Ukrajiny a nařídilo SBU doručit Liru k soudnímu jednání plánovanému na 22. srpna 2023.
Dne 4. srpna 2023 DDCK vyhověla žalobě státního zástupce na zadržení Liry do 2. října 2023 bez stanovení kauce. Dále rozhodl o převedení dříve zaplacené kauce do státního příjmu. Rozhodnutí poznamenalo, že Lira vysvětlil své porušení povinnosti, protože tvrdil, že během jeho pobytu ve vyšetřovací vazbě na něm byly spáchány násilné činy a vydírání ve výši 70 000 USD, a bál se o svůj život. Zdůvodnil to i tím, že soudce nezabavil jeho doklady totožnosti a nenainstaloval na jeho osobu elektronické monitorovací zařízení, přičemž obojí bylo řízeno soudem, takže předpokládal, že jde o signál, že soud chce, aby opustil zemi.
Dne 22. srpna 2023 okresní státní zastupitelství Charkov Slobid schválilo a zaslalo soudu obžalobu proti Lirovi za šíření materiálů, které ospravedlňují a popírají ozbrojenou agresi Ruské federace proti Ukrajině (část 2 článku 436-2 trestního zákoníku Ukrajiny). 12. září 2023 bylo Lirovo zadržení prodlouženo do 11. listopadu 2023.
V prosinci 2023 se Elon Musk, generální ředitel společnosti X (dříve Twitter), veřejně dotázal na stav Liry prostřednictvím své platformy v reakci na příspěvek mediální osobnosti Tuckera Carlsona, který Liru označil za politického vězně. SBU odpověděla, že Lira byl zadržen v souladu se zákonem.

## Úmrtí
12. ledna 2024 oznámili Lirův otec Gonzalo Lira a americký novinář Tucker Carlson, že Gonzalo Lira zemřel v ukrajinském vězení ve věku 55 let. Tato zpráva byla následně potvrzena ministerstvem zahraničí Spojených států, které vyjádřilo soustrast rodině zemřelého, a chilským ministerstvem zahraničních věcí. Příčinou úmrtí byl oboustranný zápal plic. Lirův otec obvinil ukrajinského prezidenta Volodymyra Zelenského a amerického prezidenta Joea Bidena ze zavinění smrti jeho syna. Totéž učinila i mluvčí ruského ministerstva zahraničí Maria Zacharovová. Novinářka Cathy Young z The Bulwark kritizovala protiukrajinské komentátory za šíření dezinformací o Lirovi a ze „zneužívání jeho smrti“, zároveň však vyzvala k transparentnosti zpravodajství v tomto případě.

## Dílo

### Filmografie
- So Kinky (1998) — spisovatel, režisér.
- Secuestro (2005) aka Catalina's Kidnapping — spoluscenárista, koproducent, režisér

### Publikace
- LIRA, Gonzalo. Tomáh Errázurih. 1. vyd. Santiago de Chile: Mondadori, 1997. Dostupné online. ISBN 956-258-057-1. OCLC 38081261
- LIRA, Gonzalo. Counterparts. New York: G.P. Putnam's Sons, 1998. Dostupné online. ISBN 0-399-14312-2. OCLC 37300650[80]
- LIRA, Gonzalo. Acrobat. 1. vyd. New York: St. Martin's Press, 2002. Dostupné online. ISBN 0-312-28694-5. OCLC 48515857[81]